# Zec Nordique
Pour les articles homonymes, voir Nordique.
La zec Nordique est une zone d'exploitation contrôlée (zec) située dans le territoire non organisé du Lac-au-Brochet, dans la MRC de Manicouagan, dans la région administrative de la Côte-Nord, au Québec, au Canada. La zec est administrée par l'Association de chasse et pêche Nordique inc, qui est un organisme sans but lucratif immatriculé le 8 septembre 1978, et dont le bureau-chef est situé dans la municipalité des Escoumins.

## Géographie
La zec Nordique couvre une superficie de 458,3 km² au cœur de la MRC de La Haute-Côte-Nord. La zec compte en tout 150 km de chemins carrossables et 211 lacs dont une centaine où les adeptes pratiquent la pêche sportive. La superficie des lacs varie entre 2 et 390 hectares.
Les limites de la zec Nordique sont marquées:
- à l'est, par la rivière des Escoumins qui descend vers le sud-est pour se déverser dans le fleuve Saint-Laurent à la hauteur de la municipalité des Escoumins. Une route forestière venant de la municipalité des Escoumins longe cette rivière jusqu'au lac des Cœurs. Longue de 34 km sur le parcours de la rivière, la zec de la Rivière-des-Escoumins a été constituée en 1992. De plus, la zec d'Iberville est voisine vers l'Est;
- à l'ouest, la partie sud est connexe à la zec Chauvin; et la partie nord de la limite ouest est marquée sur 11,7 km par la limite entre les régions administratives du Saguenay-Lac-Saint-Jean et de la Côte-Nord.
- au sud, son extrémité sud s'arrête à environ 1 km au nord du sommet de la montagne verte (288 m.) et au nord du Lac Fontaine.

Par ailleurs, le territoire de la zec comporte un appendice à l'est de la rivière des Escoumins, couvrant notamment les Lac de la Grand-Mère, à la Pipe, Téton, des Îles, Jérôme et Gagné.
Les principaux lacs de la zec sont: Albert, Boucher, Bouliane, Brûlé, du Buccin, Carré, Chatignies, Claire, de la Corne, du Cornet, du Crachat, Edmond, des Dames, en Delta, Petit lac Dorval, Eaux Mortes à Luma (Lac Lamarre), Gabou, du Gâchis, Gagné, Gaston, Gausse, Gilles, Gorgotton, du Grand Nez, Grand Jumeau, de la Grand-Mère, aux Grenouilles, Ignace, des Îles, Italie, Jeanne, Jérôme, Jour, Karabi, Lina, Long, Louis, Maclure, Petit lac Maclure, Mado, Marennes, Montchenu, des Numéros, Oublié, Pamphile, Téton, du Pic, à la Pipe, Polette, Pointu, de Pons, Pourri, Rond, Sam, des Sapins, des Savanes, Petit lac des Savannes, du Pointeur, Téton, Ti-Georges, Ti-Paul, Ti-Thomas, Ti-Tole, Tranquille, Travers, à Viateur et des Vieux.
L'accès routier à la zec est favorisé par la route forestière longeant la rivière des Escoumins, soit la limite Est de la zec. La limite est de la zec est à 25 km (en ligne directe) du centre ville des Escoumins et à 30 km (en ligne directe) du village de Tadoussac.

## Chasse et pêche
Outre le camping sauvage, la zec Nordique offre quatre terrains de camping rustiques: des Trois-Portes, du Rapide-Blanc, du Petit lac Maclure et du Lac Rond.
La zec Nordique est un territoire giboyeux. Les espèces contingentées pour la chasse sont: orignal, ours noir, gélinotte, tétras et lièvre. Les quotas et modalités s'appliquent selon les périodes de l'année, les engins de chasse ou le sexe des orignaux.
La pêche à l'omble de fontaine est aussi contingentée sur la zec.

## Toponymie
L'origine du toponyme est lié au fait que la zec est située en région sur la rive nord de la rivière Saguenay et aussi du fleuve Saint-Laurent, et faisant partie de la région administrative de la Côte-Nord. Certes quelques autres zec du Québec sont localisés plus au nord que celui de la zec Nordique.
Le toponyme "Zec Nordique" a été officialisé le 5 août 1982 à la Banque des noms de lieux de la Commission de toponymie du Québec.